# Renata Turrent
Renata Turrent Hegewisch (Ciudad de México, 23 de noviembre de 1986) es una economista y política mexicana, integrante del Partido Morena. Desde octubre de 2024 es directora de Canal Once. Durante la campaña presidencial de Claudia Sheinbaum se desempeñó como coordinadora de enlace en el proyecto Diálogos por la Transformación.

## Trayectoria
Es licenciada en Economía del Instituto Tecnológico y de Estudios Superiores de Monterrey y tiene una maestría en Políticas Públicas por la Universidad de California en Los Ángeles, con especialidad en Trabajo Social. En 2015, recibió por parte de la misma un reconocimiento por el mejor proyecto de política pública aplicada sobre género.
Fue docente en la Universidad Nacional Autónoma de México, en la Facultad de Economía, impartiendo la materia de Desarrollo Económico y Género y en la Universidad de California en el departamento de Español y Portugués.
Fue directora de programa de la Coalición para la Educación Comprometida coordinando la estrategia de vinculación entre migrantes privados de su libertad y el Consulado de México en Los Ángeles para la protección de sus derechos.
En 2019 fue asesora de la Conferencia Interamericana de Seguridad Social trabajando en la elaboración propuesta de política pública para el continente americano planteando el aborto y la maternidad como riesgos sociales, así como la propuesta de política pública para incorporar a las trabajadoras del hogar a la seguridad social en México.
En enero de 2020 fue nombrada coordinadora nacional de mujeres de la CDMX en el Instituto Nacional de Formación Política de Morena.
En 2021 fue candidata a diputada en el Congreso de la Ciudad de México por Morena, en la alcaldía Benito Juárez.
Como coordinadora de enlace con Diálogos por la Transformación dirigió la comunicación de los 400 foros y mesas de trabajo realizados, así como la coordinación de académicos.

### En medios
Participante en los siguientes medios:
- Televisa en la mesa de análisis La Hora de Opinar
- Debate quincenal de MVS
- Mesa de análisis y entrevista semanal en Radio Fórmula con Leonardo Curzio, Sin Censura
- Mesa de debate mensual sobre temas de género en Radio Fórmula con Óscar Mario Beteta
- Fue parte del comité editorial del periódico Regeneración
- Condujo el programa El Aquelarre en Capital 21
- Fue subdirectora de la revista digital Sentido Común.[6]

## Publicaciones
- Diagnóstico de jóvenes construyendo el futuro: Avances y desafíos. Fundación Friedrich Ebert en México (2020)
- Más allá de la legalización. La incorporación del aborto a la seguridad social en México (2020) CISS
- Aborto, maternidad y seguridad social (2019) CISS
- Seguridad social para personas trabajadoras del hogar en México: una propuesta (2019)
- Removing Barriers to Postsecondary Success for Undocumented Students in Southern New Mexico (2015) UCLA Institute for Research on Labor and Employment.[7][4]

## Reconocimientos
- Premio Nacional de Periodismo 2023, categoría Dirección Editorial
- Justice Policy Network Fellowship Asociada (fellow)
- UCLA Luskin School of Public Affairs (Mejor proyecto de política pública aplicada sobre raza y género)
- Fue reconocida por el análisis de Milenio IA como la integrante del equipo de la campaña presidencial con mejor impacto e impresiones en redes sociales.[8][7]

## Controversias
En septiembre de 2022, mientras conducía el programa El Aquelarre se abordó el tema de masculinidades, y uno de los invitados tenía una acusación de transfobia por comentarios vertidos en sus redes sociales. Tanto la producción como la conductora mencionaron que desconocían dichas publicaciones.
El invitado hizo un comentario que fue evaluado por la defensoría de las audiencias quien determinó que podrían traducirse como la negación de la identidad de personas trans y no binarias. 
La conductora tuvo una editorial en el siguiente programa donde lamentó el error de haberlo invitado. Además que ofreció a las colectivas el espacio del programa, pero las mismas no aceptaron.
El canal realizó una disculpa pública, como lo recomendó la defensoría de las audiencias.